# Fabienne Humm
Fabienne Humm (Zurigo, 27 dicembre 1986) è un'ex calciatrice svizzera, di ruolo attaccante. Ha giocato per 25 anni col Zurigo. Ha disputato 80 partite e realizzato 25 reti con la maglia della nazionale svizzera, venendo inclusa nella rosa per due campionati europei e due campionati mondiali.

## Carriera

### Nazionale
Nel 2012 viene selezionata nella nazionale svizzera facendo il suo debutto il 26 maggio di quell'anno, nell'amichevole vinta sull'Irlanda, in quell'occasione impiegata nel ruolo di centrocampista esterno sinistro. In seguito Humm ricoprirà vari ruoli, sia nel reparto difensivo che a centrocampo.
Il suo debutto in una competizione ufficiale UEFA avviene la partita successiva, il 16 giugno, nell'incontro vinto per 4-3 sulla Spagna e valido per le qualificazioni all'edizione 2013 del campionato europeo. Humm viene inserita in rosa quattro volte sui dei dieci incontri disputati dalla nazionale nel Gruppo 2 mancando al termine del torneo la qualificazione alla fase finale.
Gioca in seguito in Cyprus Cup, ottenendo con la maglia rossocrociata un quarto e un decimo posto rispettivamente nelle edizioni 2013 e 2014, e in Algarve Cup, dove contribuisce ad ottenere l'ottavo posto nell'edizione 2015.
Viene selezionata per partecipare alle qualificazioni per il campionato mondiale 2015, contribuendo con 7 reti realizzate nel torneo alla storica qualificazione della Svizzera alla fase finale di un Mondiale. Impiegata fin dall'inizio, realizza la sua prima rete e la sua prima tripletta ad un mondiale il 12 giugno 2015, nella partita vinta per 10-1 sull'Ecuador.
Nel settembre 2017 decide di ritirarsi dalla nazionale rossocrociata dopo 58 presenze e 21 reti siglate, ritornando però sulla propria decisione e siglando, nell'ottobre 2022, il gol decisivo che ha assicurato alla Svizzera un posto della Coppa del Mondo 2023, il 2-1 al 120º dei tempi supplementari nei playoff contro il Galles.

## Palmarès

### Club
- Campionato svizzero: 10

Zurigo: 2009-2010, 2011-2012, 2012-2013, 2013-2014, 2014-2015, 2015-2016, 2017-2018, 2018-2019, 2021-2022, 2022-2023
- Coppa Svizzera: 6

Zurigo: 2011-2012, 2012-2013, 2014-2015, 2015-2016, 2017-2018, 2018-2019

### Nazionale
- Cyprus Cup: 1

2017

### Individuali
(parziale)
- Capocannoniere del campionato svizzero: 4

2013-2014 (19 reti), 2014-2015 (12 reti), 2018-2019 (17 reti, a pari merito con Irina Brütsch, Cara Curtin, Kristina Maksuti e Maeva Sarrasin), 2019-2020 (17 reti)